# Archibald Cochrane (kapitan)
Kapitan Archibald Cochrane, škotski častnik, * 1783, † 6. avgust 1829.
Kot najmlajši sin Archibalda Cochrana, 9th Earl of Dundonald je vojaško kariero pričel na ladji HMS Speedy, kateri je poveljeval njegov starejši brat Thomas Cochrane. 3. julija 1801 so ladjo Speedy zajeli Francozi in je tako prišel v vojno ujetništvo.